# R. F. Kuang
Rebecca F. Kuang assina como R. F. Kuang (Guangzhou, 29 de maio de 1996) é uma romancista sino-americana de fantasia e drama. Kuang recebeu muitos elogios como autora. Seu livro Babel estreou em primeiro lugar na lista de mais vendidos do The New York Times e ganhou o prêmio Livro do Ano de Ficção da Blackwell's em 2022 e o Prêmio Nebula de Melhor Romance de 2022.

## Biografia

### Infância e educação
Kuang nasceu em 29 de maio de 1996, em Guangzhou. Ela imigrou para os Estados Unidos com sua família quando tinha quatro anos. Seu pai cresceu em Leiyang, na província de Hunan, e sua mãe cresceu na província de Hainan. Seu avô materno lutou por Chiang Kai-shek. A família de seu pai experimentou a ocupação japonesa de Hunan.
Kuang cresceu em Dallas, Texas e se formou na Greenhill School em 2013. Ela frequentou a Universidade de Georgetown, se formando em história. Enquanto estava na faculdade, Kuang, de 19 anos, começou a escrever o livro Poppy War durante um ano sabático na China, onde trabalhou como treinadora de debates; o livro foi publicado pouco antes de seu aniversário de 22 anos.
Kuang frequentou o Magdalene College, em Cambridge, como ganhadora de uma bolsa Marshall de 2018, onde obteve um mestrado em filosofia em estudos chineses. No ano acadêmico seguinte, ela estudou na University College, Oxford e recebeu um mestrado em Estudos Chineses Contemporâneos. Kuang retornou aos Estados Unidos no outono de 2020 para fazer doutorado em Línguas e Literaturas do Leste Asiático na Universidade de Yale.

## Prêmios e honras
Em 2018, a Barnes & Noble incluiu The Poppy War em sua lista de livros favoritos de ficção científica e fantasia de 2018.
Em 2022, Kirkus Reviews e The Washington Post nomearam Babel, um dos melhores livros de ficção científica e fantasia do ano. Amazon, National Public Radio, e Barnes & Noble o consideraram um dos melhores livros do ano, independentemente do gênero.
Em 2023, Kuang entrou na lista Time 100 Next.

### SériePoppy War
- The Poppy War (2018), ISBN 978-0062662569 no Brasil: A Guerra da Papoula (Intrínseca, 2022) em Portugal: A Guerra das Papoilas (Desrotina, 2023)
- The Dragon Republic (2019), ISBN 978-0062662637 no Brasil: A República do Dragão (Intrínseca, 2023) em Portugal: A República do Dragão (Desrotina, 2024)
- The Burning God (2020), ISBN 978-0062662620 no Brasil: A Deusa em Chamas (Intrínseca, 2023)
- The Drowning Faith (2020), uma coleção de contos livres passados na Série The Poppy War[22]

### Outros romances
- Babel, or the Necessity of Violence: An Arcane History of the Oxford Translators' Revolution (2022), ISBN 978-0063021440[23] no Brasil: Babel: Ou a Necessidade de Violência (Intrínseca, 2024) em Portugal: Babel: Uma História Arcana (Desrotina, 2023)
- Yellowface (2023), ISBN 978-0063250833[24] no Brasil: Impostora: Yellowface (a publicar, Intrínseca, 2024) em Portugal: Impostora (Desrotina, 2023)
- Katabasis (August 2025), ISBN 978-0063021471

### Contos
- "The Nine Curves River" na antologia The Book of Dragons (2020); editada por Jonathan Strahan ISBN 978-0062877161 (
- "Against All Odds" na antologia From a Certain Point of View: 40 stories celebrating 40 years of The Empire Strikes Back (2020) ISBN 978-0593157749